# 김경하 (탁구 선수)
김경하(1982년 10월 9일 ~ )는 대한민국의 대한항공 소속 탁구 선수였다. 2003년 태국 방콕 아시아 선수권대회에서 복식 동메달을 획득하였다. 2014.1월 현재 대한항공여자탁구단 트레이너이다.